# Ochain
Ochain est un village belge de la commune de Clavier situé en Région wallonne dans le sud-ouest du Condroz liégeois. 
Avant la fusion des communes de 1977, Ochain faisait déjà partie de la commune de Clavier.

## Situation
Ochain est situé entre les villages ou hameaux  de Pair, Atrin, Clavier-Village, Clavier-Station et Terwagne. Ce village condrusien est bâti dans le vallon du petit ruisseau de l'Arène bordé à l'est par les bois de Sogne et d'Ochain. 
La route nationale 641 Huy-Ocquier traverse la partie sud du village tandis que la N.63 Liège-Marche-en-Famenne passe quelques hectomètres à l'ouest. Cette proximité a permis au village de se développer.

## Description et patrimoine
Le noyau le plus ancien du village s'étend le long et autour de la rue du Roi Albert où l'on trouve plusieurs anciennes fermes (fermes du Pape, Cassart, Charlier, Laval et Degive) ainsi que de vieilles demeures (maison Thirifays). Plusieurs de ces constructions sont reprises sur la liste du patrimoine immobilier classé de Clavier.
À proximité, se dresse l'imposant château d'Ochain dont la façade principale date du XVIIe siècle mais dont l'origine remonterait au XIIe siècle. Une pièce d'eau alimentée par l'Arène borde une grande partie du château. Depuis 1957, cette bâtisse fait office de maison de repos. 
Ochain a aussi la particularité de posséder une glacière qui fut construite en 1832. Pendant l'hiver, des blocs de glace étaient sciés sur la pièce d'eau jouxtant le château. Ensuite, ils étaient arrosés d'eau pour s'agglomérer et conservés dans la glacière. Cette glace qui pouvait atteindre un volume de 200 m3 était utilisée jusqu'à la fin de l'été comme moyen de réfrigérer les aliments. La glacière qui a été rénovée entre 1990 et 1992 est accessible et est reprise sur la liste du patrimoine immobilier classé de Clavier.
L'église moderne Notre-Dame a été consacrée en 1953.
La partie haute du village (rue de la Drève) ainsi que la partie sud (rue Forville) sont constituées d'une majorité de constructions plus récentes de type pavillonnaire. 
Ochain comptait 546 habitants en 2007 et possède une école communale.

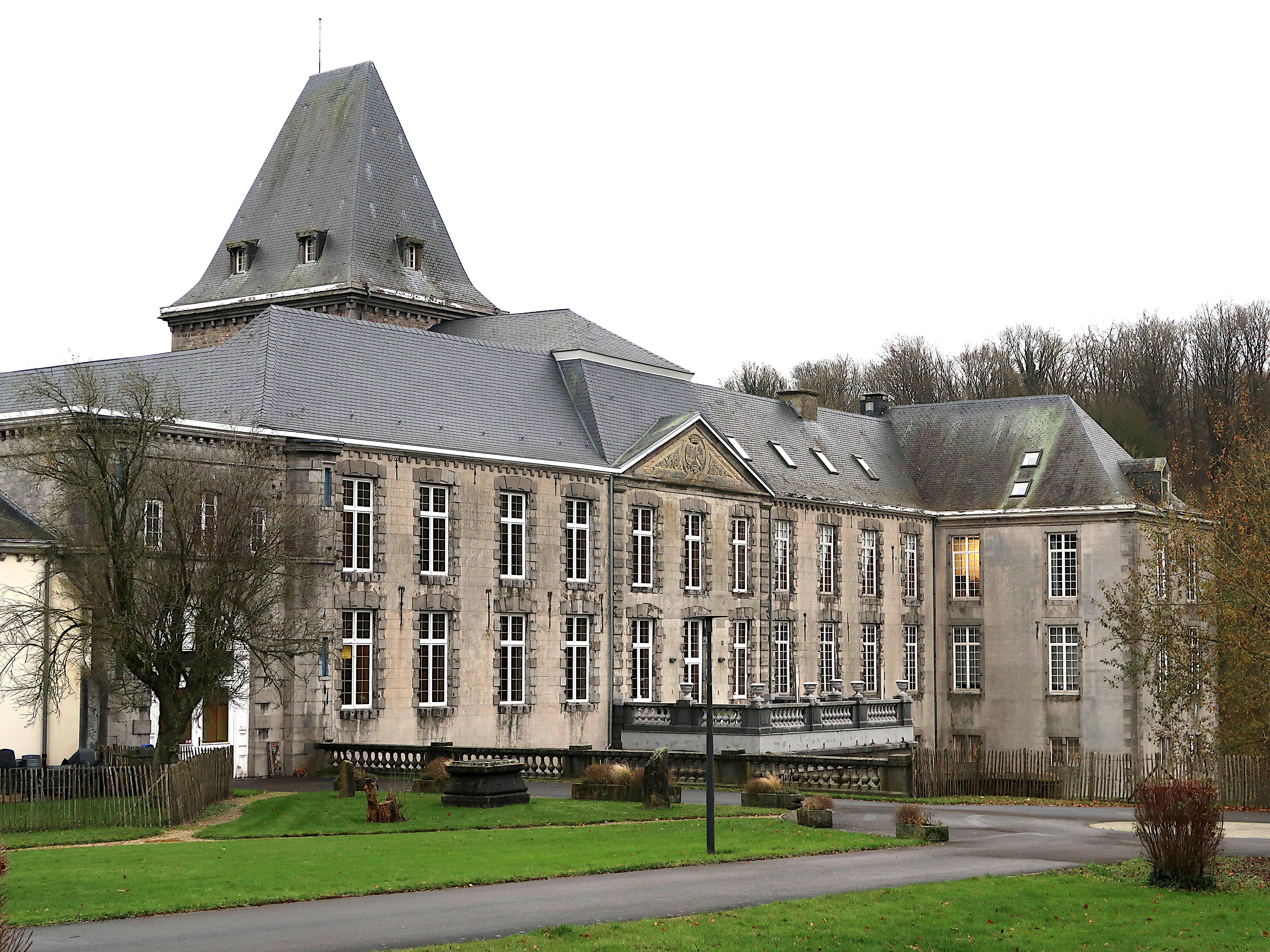
Le château d'Ochain
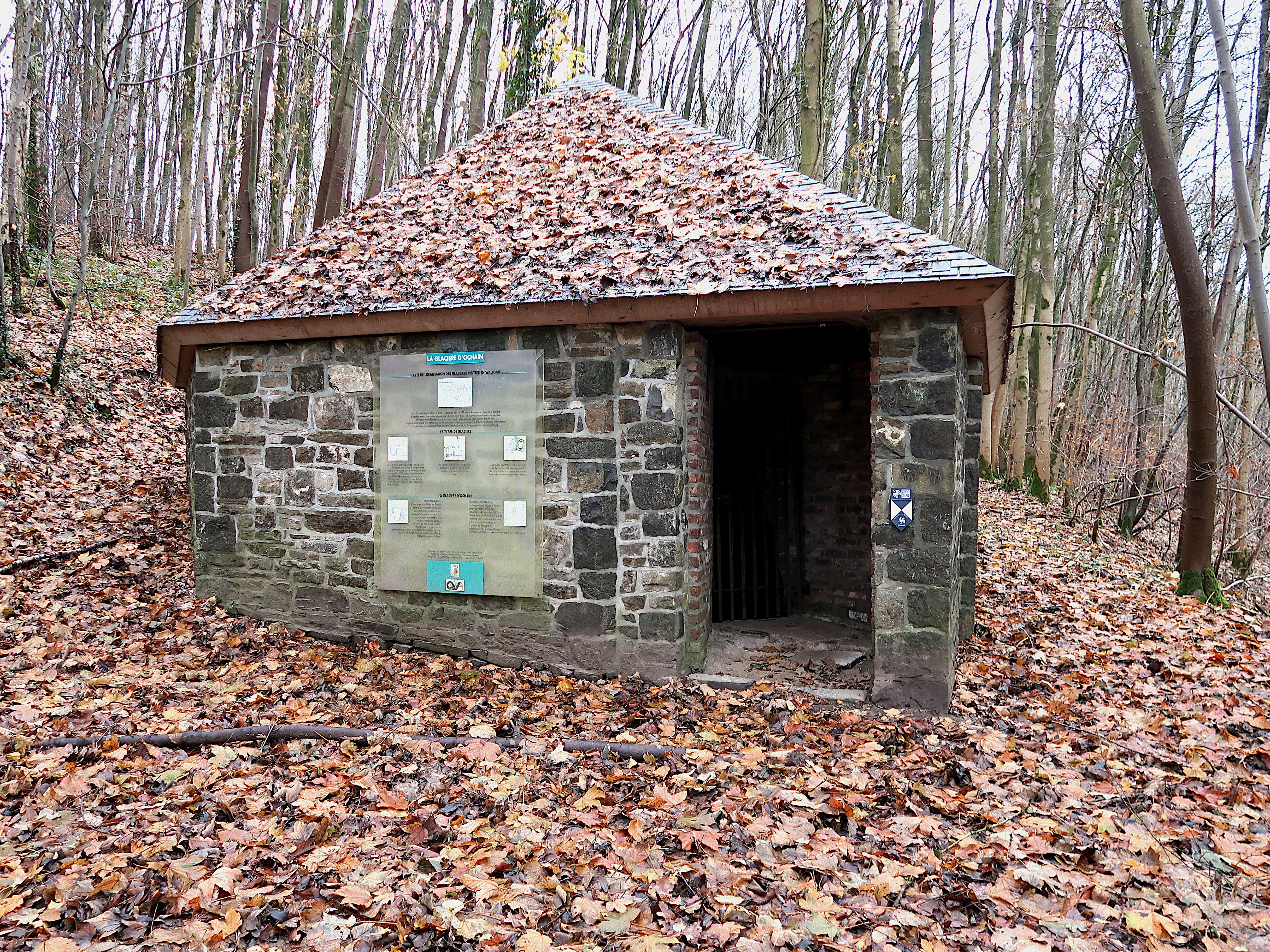
La Glaciere d'Ochain